# Копчак
Копчак (на румънски: Copceac) е село в автономния район Гагаузия в Южна Молдова. Населението му е 9138 души (2014 г.).
Разположено е на 180 m надморска височина в Черноморската низина, на 2 km северозападно от границата с Украйна и на 6 km южно от град Тараклия. Селото е основано през 1791 година от гагаузки преселници от Балканите.